# 황방촌유물
황방촌유물(黃厖村遺物)은 대한민국 경상북도 문경시 산북면 대하리에 있는, 조선 전기 황희 정승의 유물이다. 1979년 1월 25일 경상북도의 유형문화재 제123호로 지정되었다.

## 개요
조선 전기 황희 정승의 유물로서 옥으로 된 종이누르개(옥서진) 1쌍, 산호로 된 갓끈 1종, 옥 벼루 1개. 코뿔소 뿔로 된 띠(서각대) 1개, 재산분할문서 1매(분재문서) 들이다.
황희(1363∼1452)의 호는 방촌으로, 고려 공양왕 1년(1389)에 문과에 급제하였다. 1431년부터 1449년까지 영의정이 되어 세종대왕을 도와 국정을 통치하였으며, 관직을 벗은 후에도 중대사에 대해 세종의 자문을 해 주며 영향력을 발휘하였다. 그는 4군 6진의 개척, 외교 및 문물제도 정비, 문화진흥을 지휘하여 세종대의 태평성대를 이룩하는데 기여하여, 조선왕조에서 가장 훌륭한 재상으로 칭송되고 있다.
연산군 6년(1500) 아들 사웅(士雄)에게 특별히 논·밭을 지급하고 산호갓끈, 옥 벼루 등 몇 가지 보물을 종가집에서 보관할 것을 재산분할문서에 밝혔다.

## 참고 문헌
- 황방촌유물 - 국가유산청 국가유산포털